# Gwalia Lightning
Actualités
Le Gwalia Lightning est une sélection provinciale féminine galloise de rugby à XV basée à Cardiff. Fondée en 2023, l'équipe dispute le Celtic Challenge, la compétition internationale mettant aux prises des sélections régionales écossaises, galloises et irlandaises.

## Histoire
La fédération galloise (WRU) annonce la création des équipes féminines du Gwalia Lightning et du Brython Thunder en décembre 2023[réf. nécessaire]. Elles prennent la place de l'équipe du Wales Development XV qui a disputé la toute première édition du Celtic Challenge[réf. nécessaire].
L'ancienne internationale Catrina Nicholas-McLaughlin (60 sélections) est placée à la tête de l'équipe. Elle a déjà officié avec les sélections des moins de 18 et des moins de 20 ans, et a fait partie de l'encadrement de l'équipe nationale lors du WXV 2023.
L'effectif regroupe aussi bien des internationales confirmées que de jeunes joueuses n'ayant encore jamais évolué à haut niveau. La WRU et les clubs anglais ayant conclu un accord permettant de sélectionner les joueuses non retenues en club, le Lightning obtient le renfort de trois joueuses de Premiership : Bryonie King (Bristol) qui est nommée capitaine, ainsi qu'Abbey Constable et Kate Williams (Gloucester-Hartpury).
Le premier match de l'histoire du Gwalia a lieu le 30 décembre 2023, à l'occasion de la première journée du Celtic Challenge : c'est un derby face au Brython Thunder, joué à Newport en lever de rideau du derby entre les Dragons et les Scarlets en United Rugby Championship. La rencontre est remportée par le Lightning (20-5).